# Mary E. Thompson
Mary Elinore Thompson (* 9. September 1944 in Winnipeg, Manitoba, Kanada) ist eine kanadische Statistikerin und Hochschullehrerin. Sie ist emeritierte Professorin für Statistik an der University of Waterloo und wurde zum Ehrenmitglied der Statistical Society of Canada (SSC) ernannt. Sie war die erste wissenschaftliche Direktorin des Canadian Statistical Sciences Institute (CANSSI).

## Leben und Werk
Thompson ist das älteste Kind von vier Kindern der Ernährungsberaterin Elinore Lindabury und des Lehrers Norman Beattie, der im Zweiten Weltkrieg als Navigator in der Royal Canadian Air Force diente. Sie studierte zunächst an der University of Toronto und erhielt 1965 ihren Bachelor of Science in Mathematik. Anschließend absolvierte sie ein Aufbaustudium an der University of Illinois, wo sie 1966 ihren Master of Science erwarb. 1969 promovierte sie bei Joseph Leo Doob mit der Dissertation Some Aspects of Optimal Stopping Theory.
1968 heiratete sie den Bauingenieur Carl Thompson. Sie wurden beide 1969 an der University of Waterloo eingestellt, wo sie als Teilzeitdozentin in der Abteilung für Statistik tätig war, bevor sie 1971 Assistenzprofessorin wurde. 1973 wurde ihr erstes Kind geboren, 1975 bekam sie ihr zweites Kind und wurde zur außerordentlichen Professorin befördert und 1980 bekam sie ihr drittes Kind und wurde zur ordentlichen Professorin befördert. 2004 wurde ihr die Ehre einer Universitätsprofessorin verliehen. Sie lehrte bis zu ihrer Pensionierung 2009 und 2011 wurde sie emeritierte Professorin an der University of Waterloo.
Von 1995 bis 2006 und von 2009 bis 2014 war sie Mitglied des Beratungsausschusses für statistische Methoden bei Statistics Canada. Von 1992 bis 1995 war sie Mitglied des Grant Selection Committee for the Statistical Sciences des NSERC und Mitherausgeberin dreier Zeitschriften: JASA (1983–1985), The Canadian Journal of Statistics (1992–1995, 1999–2001) und Survey Methodology (2004–2019).
Sie war von 1985 bis 1987 Schatzmeisterin und von 2003 bis 2005 Präsidentin des SSC. 2012 trat sie eine dreijährige Amtszeit als erste Direktorin des Canadian Statistical Sciences Institute (CANSSI) an. 2014 erhielt sie den SSC Distinguished Service Award.
Sie ist gewähltes Mitglied des International Statistical Institute, Ehrenmitglied des SSC und Fellow der American Statistical Association, des Institute of Mathematical Statistics, der Royal Society of Canada und des Fields Institute.

## Forschung
Thompson hat grundlegende Beiträge zu mehreren Bereichen der Statistik geleistet, darunter zur Stichprobentheorie und zur Analyse von Umfragen. Sie untersucht die Anwendung von Mehrebenenmodellen und Längsschnittmodellen mit zeitabhängigen Kovariablen auf komplexe Umfragedaten, einschließlich der besten Möglichkeiten zur Anpassung der Schätzfunktionssysteme an die Verwendung mit Umfragegewichten und der Verwendung von Resampling-Techniken zur Bereitstellung genauer Intervallschätzungen.
Sie ist Autorin von über 135 begutachteten Veröffentlichungen und weiteren 24 Beiträgen in Konferenzberichten sowie einem Dutzend technischer Berichte.

## International Tobacco Control Policy Evaluation Project
Thompson war seit der Gründung 2002 am International Tobacco Control Policy Evaluation Project beteiligt. Die Tabakkontrollforschung entstand durch ihr Engagement am Survey Research Centre. Ihr Kollege Geoffrey T. Fong vom Fachbereich Psychologie der Universität wollte mithilfe von Umfragen die Auswirkungen der Tabakkontrollmaßnahmen bewerten, die von verschiedenen Regierungen als Reaktion auf das Rahmenübereinkommen der Weltgesundheitsorganisation zur Eindämmung des Tabakgebrauchs von 2003 umgesetzt wurden.
Dieser Rahmen enthält Regeln für die Produktion, den Verkauf, den Vertrieb, die Werbung und die Besteuerung von Tabak. Thompson entwarf die Methoden zur Probenentnahme und Datenerfassung für das spätere International Tobacco Control Policy Evaluation Project (ITC-Projekt). Das Projekt, an dem Teams aus 28 Ländern teilnahmen und das maßgeblich von den US-amerikanischen National Institutes of Health und den Canadian Institutes of Health Research gefördert wurde, ist die erste internationale Studie, die die Auswirkungen staatlicher Maßnahmen auf das Rauchverhalten untersuchte.
Im Rahmen des ITC hat Thompson dazu beigetragen, die Rolle von Warnhinweisen auf Zigarettenpackungen, die Durchführbarkeit von Nichtrauchergesetzen, die Auswirkungen von Werbe- und Verpackungsbeschränkungen, die Rolle von Steuer- und Preissystemen und zuletzt die Regulierung von E-Zigaretten zu untersuchen. Diese Arbeit hat das Design von Zigarettenpackungen beeinflusst, beispielsweise um herauszufinden, wann Warnhinweise aktualisiert werden sollten, damit sie relevant bleiben, und welche Art von Botschaften am effektivsten sind. Ein früher Erfolg war die Evaluierung des ersten nationalen Nichtrauchergesetzes, das 2004 in Irland eingeführt wurde und das Rauchen am Arbeitsplatz verbot.

## Auszeichnungen (Auswahl)
- 1985: Fellow der American Statistical Association
- 1998: Fellow des Institute of Mathematical Statistics
- 2003: SSC würdigte ihre Leistungen mit der Verleihung der Goldmedaille
- 2006: Fellow der Royal Society of Canada
- 2009: CIHR-CMAJ Top Canadian Achievements in Health Research Award
- 2010: Elizabeth L. Scott Award
- 2012: Lise Manchester Award 2012
- 2016: Ehrendoktor der University of Western Ontario
- 2016: Ehrendoktor der Vancouver Island University[9]

## Veröffentlichungen (Auswahl)
- mit M. Chen, C. Wu: Empirical likelihood methods for complex surveys with data missing-by-design. Statistica Sinica, 28, 2018, S. 2027–2048.
- mit L. L. Ramirez Ramirez, V. Lyubchich,  Y. Gel: Using bootstrap for statistical inference on random graphs. Canadian Journal of Statistics, 2016, 44(1), S. 3–24.
- Theory of Sample Surveys. Springer, 1997, ISBN 978-0-412-31780-4.